# تصلب عصيدي
التصلب العصيدي (باللاتينية: Atherosclerosis) هو أحد أنماط تصلب الشرايين تحدث فيه تشوهات تسمى آفات في جدر الشرايين. قد تؤدي هذه الآفات إلى تضيق بسبب تراكم اللويحات الدهنية. في البداية، لا توجد أعراض بشكل عام. عندما تكون شديدة، قد تؤدي إلى مرض القلب التاجي، أو السكتة الدماغية، أو أمراض الشرايين المحيطية، أو مشاكل في الكلى، وهذا يعتمد على الشرايين المصابة. بشكل عام، لا تبدأ الأعراض حتى منتصف العمر.
السبب الدقيق غير معروف. تشمل عوامل الخطر مستويات الكوليسترول غير الطبيعية، وارتفاع مستويات الواسمات الالتهابية، وارتفاع ضغط الدم، والسكري، والتدخين، والسمنة، والتاريخ العائلي، والنظام الغذائي غير الصحي. تتكون اللويحة من الدهون والكوليسترول والكالسيوم والمواد الأخرى الموجودة في الدم. يحد تضيق الشرايين من تدفق الدم الغني بالأكسجين إلى أجزاء من الجسم. يعتمد التشخيص على الفحص البدني، وتخطيط كهربائية القلب، واختبار إجهاد القلب، وغيرها.
تتم الوقاية بشكل عام عن طريق اتباع نظام غذائي صحي، وممارسة الرياضة، والامتناع عن التدخين، والحفاظ على وزن طبيعي. قد يشمل علاج المرض تناول أدوية لخفض الكوليسترول مثل الستاتينات أو خافضات ضغط الدم أو الأدوية التي توقف عملية التخثر، مثل الأسبرين. يمكن أيضًا تنفيذ عدد من الإجراءات مثل التدخل التاجي بطريق الجلد أو جراحة فتح مجرى جانبي للشريان التاجي أو استئصال باطنة الشريان السباتي.
يبدأ تصلب الشرايين بشكل عام في فترة الشباب ويزداد سوءًا مع تقدم العمر. يتأثر جميع الأشخاص تقريبًا إلى حد ما بعمر 65 عامًا. يعد السبب الأول للوفاة والعجز في العالم المتقدم. وُصف لأول مرة في عام 1575، لكن هناك أدلة على حدوثه لدى مرضى منذ أكثر من 5000 عام. 

## العلامات والأعراض
يبقى التصلب العصيدي دون أعراض لعقود لأن الشرايين تتضخم في مواقع تشكل اللويحات، فلا يتأثر تدفق الدم. لا تسبب معظم حالات تمزق اللويحات أعراضًا حتى يحدث تضيق أو انغلاق كامل للشريان بسبب الخثرة. لا تظهر العلامات والأعراض إلا بعد أن يؤدي التضيق الشديد أو الانغلاق الشديد إلى إعاقة تدفق الدم إلى الأعضاء المختلفة بدرجة كافية. في معظم الأوقات، يدرك المرضى أنهم مصابون بالمرض فقط عندما يعانون من اضطرابات القلب والأوعية الدموية الأخرى مثل السكتة الدماغية أو النوبات القلبية. مع ذلك، تختلف الأعراض تبعًا للشريان أو العضو المصاب.
تبدأ التشوهات المرتبطة بتصلب الشرايين في مرحلة الطفولة. لوحظت آفات ليفية وجيلاتينية في الشرايين التاجية للأطفال الذين تتراوح أعمارهم بين 6-10 سنوات. لوحظت شرائط دهنية في الشرايين التاجية للأحداث الذين تتراوح أعمارهم بين 11-15 عامًا، رغم ظهورها لدى من هم أصغر سنًا ضمن الشريان الأبهر.
من الناحية السريرية، نظرًا لتضخم الشرايين على مدى عقود، يرتبط التصلب العصيدي المصحوب بأعراض عادةً بالرجال في الأربعينيات من العمر والنساء في الخمسينيات إلى الستينيات من العمر. من الناحية دون السريرية، يبدأ المرض في الظهور في مرحلة الطفولة ونادرًا ما يكون موجودًا منذ الولادة. يمكن أن تبدأ العلامات الملحوظة في سن البلوغ. رغم أن الأعراض نادرًا ما تظهر عند الأطفال، قد يكون الفحص المبكر لأمراض القلب والأوعية الدموية مفيدًا للطفل وأقاربه. رغم أن مرض القلب التاجي أكثر انتشارًا بين الرجال منه بين النساء، يصيب تصلب الشرايين الدماغية والسكتات الدماغية كلًا من الجنسين بشكل متساوٍ.

## عوامل الخطر
عملية التصلب العصيدي ليست مفهومة جيدًا. يرتبط التصلب العصيدي بالعمليات الالتهابية في الخلايا البطانية لجدار الوعاء الدموي المرتبطة بجزيئات البروتين الدهني منخفض الكثافة (إل دي إل) المحتجزة. قد يكون هذا الاحتجاز سببًا أو نتيجةً أو كليهما لعملية الالتهاب الأساسية.
يؤدي وجود اللويحة إلى تحفيز الخلايا العضلية للأوعية الدموية على التمدد، وتعويض الزيادة في الكتلة، وتزداد ثخانة البطانة، ما يزيد المساحة الفاصلة بين اللويحة واللمعة. هذا يعوض إلى حد ما التضيق الناجم عن نمو اللويحة، لكنه يسبب تصلب الجدار وتقل مطاوعته للتمدد مع كل نبضة قلبية.

### العوامل القابلة للتعديل
- الالتهابات البكتيرية[24]
- داء السكري [25]
- عسر شحميات الدم[25]
- تدخين التبغ [25]
- الدهون غير المشبعة [25]
- السمنة البطنية[25]
- الحمية الغذائية الغربية [25]
- مقاومة الأنسولين [25]
- ارتفاع ضغط الدم[25]
- الإيدز[26]

### العوامل غير القابلة للتعديل
- أصل جنوب آسيوي [27][28]
- التقدم بالعمر [25][29]
- الاضطرابات الجينية [25]
- التاريخ العائلي[25]
- تشريح الشريان التاجي وفروعه [30]

### العوامل غير المؤكدة
- أهبة التخثر [31][32][33]
- الدهون المشبعة [34]
- فرط الكربوهيدرات [35]
- فرط ثلاثيات الغليسريد
- التهاب جهازي[36]
- فرط أنسولين الدم [37]
- الحرمان من النوم [38]
- تلوث الهواء [39][40]
- نمط الحياة الخامل [25]
- التسمم بالزرنيخ [41]
- الكحول
- الإجهاد المزمن
- قصور الدرق[42]
- أمراض اللثة[43]

## الوقاية
يمكن الوقاية من 90% من أمراض القلب والأوعية الدموية بتجنب عوامل الخطر المؤكدة. تتضمن الإدارة الطبية للتصلب العصيدي أولًا تعديل عوامل الخطر -مثلًا، عن طريق الإقلاع عن التدخين والقيود الغذائية. تكون الوقاية بشكل عام من خلال اتباع نظام غذائي صحي، وممارسة الرياضة، وعدم التدخين، والحفاظ على وزن طبيعي.

### الحمية
قد تساعد التغييرات في النظام الغذائي في منع تطور التصلب العصيدي. تشير الدلائل الأولية إلى أن النظام الغذائي الذي يحتوي على منتجات الألبان ليس له أي أثر أو يقلل من خطر الإصابة بأمراض القلب والأوعية الدموية.
اتباع نظام غذائي غني بالفواكه والخضروات يقلل من خطر الإصابة بأمراض القلب والأوعية الدموية والوفاة. تشير الدلائل إلى أن حمية البحر الأبيض المتوسط قد تحسن وظائف القلب والأوعية الدموية. هناك أيضًا دليل على أن حمية البحر الأبيض المتوسط قد تكون أفضل من النظام الغذائي قليل الدسم في إحداث تغييرات طويلة الأمد لعوامل الخطر القلبية الوعائية (مثل خفض مستوى الكوليسترول وضغط الدم).

### التمرين
يكافح برنامج التمرين الخاضع للرقابة التصلب العصيدي عن طريق تحسين الدورة الدموية ووظائف الأوعية. تستخدم التمارين الرياضية أيضًا لضبط وزن المرضى الذين يعانون من السمنة المفرطة، وخفض ضغط الدم، وخفض الكوليسترول. غالبًا ما يتم الجمع بين تعديل نمط الحياة والعلاج الدوائي. مثلًا، تساعد الستاتينات في خفض الكوليسترول. تساعد الأدوية المضادة لتكدس الصفيحات مثل الأسبرين على منع تشكل الخثرات، وتُستخدم مجموعة متنوعة من الأدوية الخافضة للضغط بشكل روتيني للسيطرة على ضغط الدم. إذا كانت الجهود المشتركة لتعديل عامل الخطر والعلاج الدوائي غير كافية للسيطرة على الأعراض أو محاربة التهديدات الوشيكة للأحداث الإقفارية، قد يلجأ الطبيب إلى الإجراءات التدخلية أو الجراحية لتصحيح الانسداد.

## العلاج
قد يشمل علاج المرض تناول أدوية لخفض الكوليسترول مثل الستاتينات أو خافضات ضغط الدم أو الأدوية التي توقف عملية التخثر، مثل الأسبرين. يمكن أيضًا تنفيذ عدد من الإجراءات مثل التدخل التاجي بطريق الجلد أو جراحة فتح مجرى جانبي للشريان التاجي أو استئصال باطنة الشريان السباتي.
غالبًا ما تركز العلاجات الطبية على تخفيف الأعراض. مع ذلك، تكون التدابير التي تركز على الحد من التصلب العصيدي الكامن -بدلاً من التركيز على تخفيف الأعراض- أكثر فعالية. عادةً ما تكون الوسائل غير الدوائية هي الطريقة الأولى في العلاج، مثل الإقلاع عن التدخين وممارسة التمارين الرياضية بانتظام. إذا لم تنجح هذه الأساليب، عادةً ما تكون الأدوية هي الخطوة التالية في علاج أمراض القلب والأوعية الدموية، إذ أصبحت بعد تطويرها أكثر الطرق فعاليةً على المدى الطويل. 